# Giorgio Reverdino
Giorgio Reverdino (francesizzato in Georges Reverdy) (Chivasso ?, ... – Lione, prima del 1565) è stato un pittore e incisore italiano, particolarmente attivo in Francia.

## Biografia
Pittore e soprattutto incisore su rame e xilografo, erroneamente ritenuto di origine veneziana, padovana, bolognese o francese, era chiamato anche Cesare o Gaspare. Nato probabilmente in Piemonte, a Chivasso, apprese forse la pratica del bulino a Roma, alla bottega di Marcantonio Raimondi.
Dal 1528 alla morte risulta attivo a Lione, dove lascia una serie di xilografie per libri e di incisioni a bulino, molte delle quali firmate o monogrammate, di qualità non omogenea.

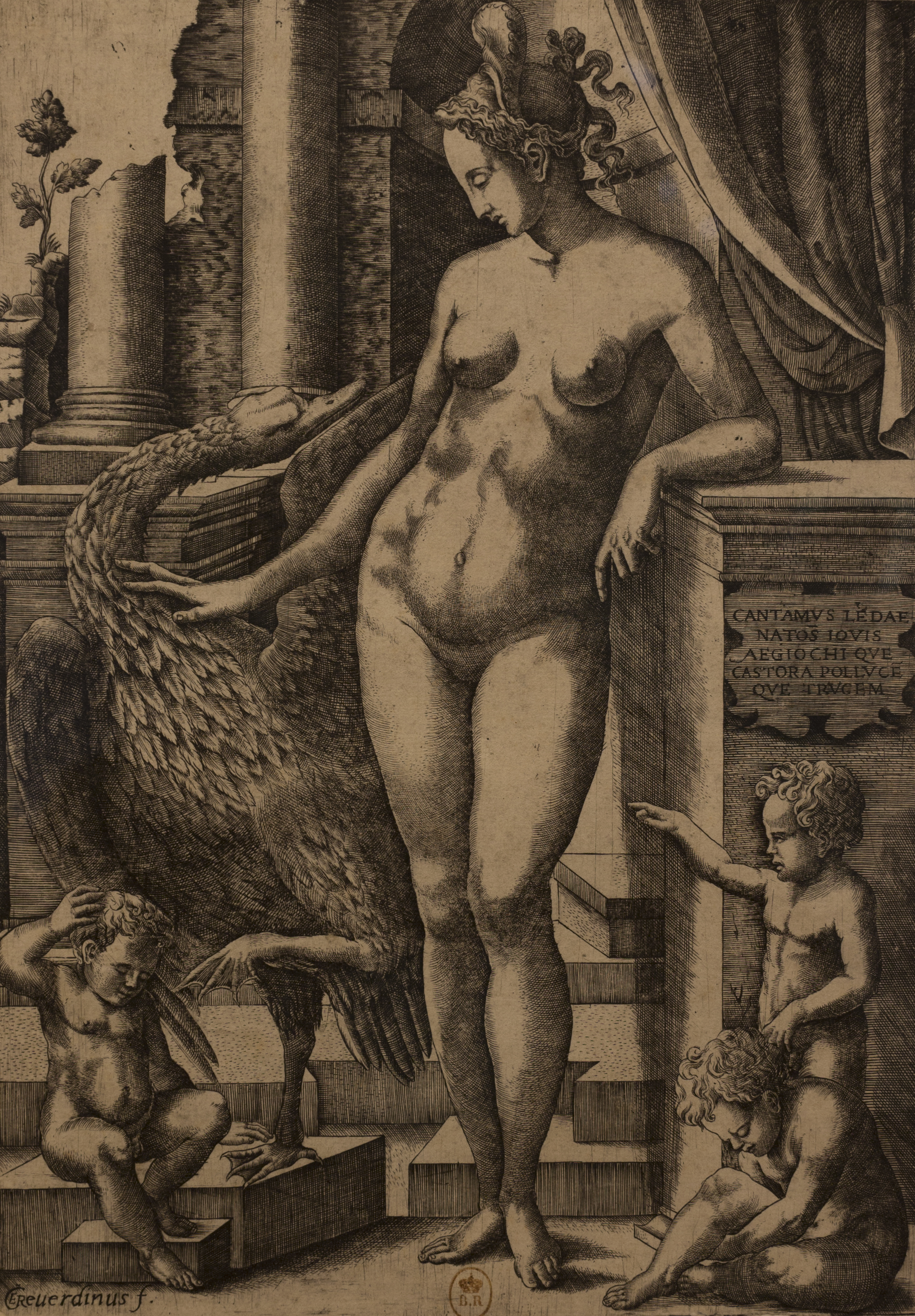
Leda e il cigno

I soggetti sono per lo più sacri, allegorici, mitologici, storici e ritratti. Tra le sue opere più note si ricordano:
- Conversione di San Paolo (due versioni);
- Adorazione dei Magi;
- Adorazione dei Pastori;
- Leda (due versioni);
- Sansone;
- Venere e Marte;
- Mosè sul Monte Horeb (1531);
- Vergine in piedi (1534).